# Nicholas Bubwith
Nicholas Bubwith (1355-1424) foi um bispo de Londres, bispo de Salisbury e bispo de Bath and Wells, bem como Lord Privy Seal e Lord High Treasurer da Inglaterra.
Bubwith foi classificado como arquidiácono de Dorset em 1397 e novamente em 1400. Ele foi escolhido como bispo de Londres em 14 de maio de 1406 e consagrado em 26 de setembro de 1406.
Bubwith foi Lord Privy Seal de 2 de março de 1405 a 4 de outubro de 1406.  Ele foi Lord High Treasurer de 15 de abril de 1407 a 14 de julho de 1408. Ele também planejou a construção do hospital St Saviour's Wells, mas a construção real do edifício começou após sua morte.
Bubwith foi traduzido para a sé de Salisbury em 22 de junho de 1407.
Bubwith foi então traduzido para a sé de Bath and Wells em 7 de outubro de 1407. Ele morreu em 27 de outubro de 1424.